# أبيركرومبي
أبيركرومبي (بالإنجليزية: Abercrombie, North Dakota)‏ هي مدينة تقع في ولاية داكوتا الشمالية في الولايات المتحدة. تبلغ مساحة هذه المدينة 1.58 (كم²)، وترتفع عن سطح البحر 286 م، بلغ عدد سكانها 263 نسمة في عام 2010 حسب إحصاء مكتب تعداد الولايات المتحدة.

## التركيبة السكانية

### تعداد عام 2000
بلغ عدد سكان أبيركرومبي 296 نسمة بحسب تعداد عام 2000، وبلغ عدد الأسر 118 أسرة وعدد العائلات 73 عائلة مقيمة في المدينة. في حين سجلت الكثافة السكانية 482.6 نسمة لكل ميل مربع (186.3/كم2). وبلغ عدد الوحدات السكنية 138 وحدة بمتوسط كثافة قدره 225.0 نسمة لكل ميل مربع (86.9/كم2).
وتوزع التركيب العرقي للمدينة بنسبة 96.62% من البيض و 1.35% من الأمريكيين الأصليين و 0.34% من الأمريكيين ذوي الأصول الآسيوية و 1.69% من عرقين مختلطين أو أكثر.بلغ عدد الأسر 118 أسرة كانت نسبة 35.6% منها لديها أطفال تحت سن الثامنة عشر تعيش معهم، وبلغت نسبة الأزواج القاطنين مع بعضهم البعض 54.2% من أصل المجموع الكلي للأسر، ونسبة 5.1% من الأسر كان لديها معيلات من النساء دون وجود زوج، وكانت نسبة 38.1% من غير العائلات. تألفت نسبة 33.1% من أصل جميع الأسر من أفراد ونسبة 9.3% كانوا يعيش معهم شخص وحيد يبلغ من العمر 65 عاماً فما فوق. وبلغ الحجم الوسطي للأسر 3.27، أما الحجم الوسطي للعائلات فبلغ 2.51.
بلغ العمر الوسطي للسكان 33 عاماً. وكانت نسبة 32.1% من القاطنين تحت سن الثامنة عشر، وكانت نسبة 6.4% بين الثامنة عشر والأربعة وعشرون عاماً، ونسبة 31.8% كانت واقعةً في الفئة العمرية ما بين الخامسة والعشرون حتى والأربعة وأربعون عاماً، ونسبة 18.9% كانت ما بين الخامسة والأربعون حتى الرابعة والستون، ونسبة 10.8% كانت ضمن فئة الخامسة والستون عاماً فما فوق.

### تعداد عام 2010
بلغ عدد سكان أبيركرومبي 263 نسمة بحسب تعداد عام 2010، وبلغ عدد الأسر 104 أسرة وعدد العائلات 68 عائلة مقيمة في المدينة. في حين سجلت الكثافة السكانية 431.1 نسمة لكل ميل مربع (166.4/كم2). وبلغ عدد الوحدات السكنية 121 وحدة بمتوسط كثافة قدره 198.4 لكل ميل مربع (76.6/كم2).
وتوزع التركيب العرقي للمدينة بنسبة 98.5% من البيض و 0.8% من الأمريكيين الأصليين و 0.4% من الأمريكيين الأفارقة و 0.4% من عرقين مختلطين أو أكثر.بلغ عدد الأسر 104 أسرة كانت نسبة 37.5% منها لديها أطفال تحت سن الثامنة عشر تعيش معهم، وبلغت نسبة الأزواج القاطنين مع بعضهم البعض 52.9% من أصل المجموع الكلي للأسر، ونسبة 8.7% من الأسر كان لديها معيلات من النساء دون وجود زوج، بينما كانت نسبة 3.8% من الأسر لديها معيلون من الذكور دون وجود زوجة، وكانت نسبة 34.6% من غير العائلات. تألفت نسبة 31.7% من أصل جميع الأسر من أفراد ونسبة 16.4% كانوا يعيش معهم شخص وحيد يبلغ من العمر 65 عاماً فما فوق. وبلغ الحجم الوسطي للأسر 3.15، أما الحجم الوسطي للعائلات فبلغ 2.53.
بلغ العمر الوسطي للسكان 35.8 عاماً. وكانت نسبة 30.4% من القاطنين تحت سن الثامنة عشر، وكانت نسبة 5.4% بين الثامنة عشر والأربعة وعشرون عاماً، ونسبة 25.9% كانت واقعةً في الفئة العمرية ما بين الخامسة والعشرون حتى والأربعة وأربعون عاماً، ونسبة 25.8% كانت ما بين الخامسة والأربعون حتى الرابعة والستون، ونسبة 12.5% كانت ضمن فئة الخامسة والستون عاماً فما فوق.

## وصلات خارجية
- The US50 - Cities and Towns in North Dakota State